# Selvdestruktiv kunst
Selvdestruktiv kunst, eller auto-destruktiv kunst (fra det græste αὐτός, autos, "selv") er et begreb opfundet af kunstneren Gustav Metzger i de tidlige 1960'ere. I sit auto-destructive art manifesto giver Metzger udtryk for, at det primært er en form for offentlig kunst rettet mod de industrielle samfund. Manifestet foreslog en ny måde at lave kunst på, hvor værket ville dematerialisere sig ved selve sin skabelsesproces, så kunstværket ville blive destrueret idet det blev skabt. Intentionen var, at intet ville blive tilbage til at støtte kunstens markedsøkonomi. Et selvdestruktivt kunstværk må have en ødelæggende tendens i sig, således at værket ikke holder i mere end 20 år.
Selvdestruktiv kunst var især en reaktion på bevidtheden om atombomben, samt de destruktive tendenser der sås i teknologien. I Auto-Destructive Art Machine Art Auto-Creative Art, fra 1961, skriver Gustav Metzger:
| „ | Auto creative art is art of change, growth movement. Auto-destructive art and auto creative art aim at the integration of art with the advances of science and technology. The immediate objective is the creation, with the aid of computers, of works of art whose movements are programmed and include "self-regulation". The spectator, by means of electronic devices can have a direct bearing on the action of these works. Auto-destructive art is an attack on capitalist values and the drive to nuclear annihilation. | “ |

Den selvdestruktive kunsts politiske perspektiv er ligeså belyst i Gustav Metzgers Manifesto Auto-Destructive Art fra 1960:
| „ | Auto-destructive art is the transformation of technology into public art. The immense productive capacity, the chaos of capitalism and of Soviet communism, the co-existence of surplus and starvation; the increasing stock-piling of nuclear weapons - more than enough to destroy technological societies; the disintegrative effect of machinery and of life in vast built-up areas on the person. | “ |

## Historie
Fra 1959 og frem begyndte Gustav Metzger at spraye syre på nylon som en protest mod atomvåben.
I 1960 skabte kunstneren Jean Tinguely den første selvdestruktive skulptur, Hommage a New York, en maskine som smadrede sig selv på Museum of Modern Art, New York.
I 1966 organiserede Metzger og andre kunstnere Destruction in Art Symposium i London. Den blev efterfulgt af en lignende hændelse i New York i 1968. Mange kunstnere deltog, bl.a. Günter Brus, John Latham, Yoko Ono, Otto Mühl, Barbara Steveni, Al Hansen, Wolf Vostell og Peter Weibel.

## Eksterne Links
- Gustav Metzgers skrifter om selvdestruktiv kunst fra 1959-1961

## Fodnoter
1. ↑  Se Auto-destructive Art Manifesto, af Gustav Metzger, 1959
2. ↑  "RSA Arts & Ecology - Interview | Gustav Metzger". Arkiveret fra originalen 6. december 2009. Hentet 14. oktober 2012.
3. ↑  Gustav Metzger: Manifesto Auto-Destructive Art (1960)
4. ↑  Dokumentar: Gustav Metzger : "Auto-Destructive Art" (1965, H. Liversidge)
5. ↑  Video der demonstrerer værket
6. ↑  Artikel på Moma
7. ↑  Destruction In art Symposium, London, 1966